# فضانورد (فیلم ۲۰۲۴)
فضانورد (انگلیسی: Spaceman) یک فیلم درام علمی تخیلی آمریکایی محصول ۲۰۲۴ به کارگردانی یوهان رنک و نویسندگی کالبی دی است که بر اساس رمان فضانورد بوهمیا نوشته یاروسلاو کالفار در سال ۲۰۱۷ ساخته شده‌است. در این فیلم آدام سندلر، کری مولیگان، کونال نایر، ایزابلا روسلینی، و پل دینو ایفای نقش می‌کنند. این فیلم فضانوردی را دنبال می‌کند که برای مأموریتی به لبه منظومه شمسی فرستاده شده‌است و با موجودی روبرو می‌شود که به او کمک می‌کند مشکلات زمینی خود را حل کند.
فضانورد نخستین نمایش جهانی خود را در هفتاد و چهارمین جشنواره بین‌المللی فیلم برلین در ۲۱ فوریهٔ ۲۰۲۴ داشت، و در ۲۳ فوریه همان سال توسط به صورت محدود اکران شد. پخش اینترنتی این فیلم در ۱ مارس ۲۰۲۴ به وسیلهٔ نتفلیکس آغاز شد.

## خلاصه داستان
جیکوب پروچازکا که در کودکی یتیم شده و در روستاهای چک توسط پدربزرگ و مادربزرگش بزرگ شده‌است، باید از تنها فرصت خود برای تبدیل شدن به اولین فضانورد کشورش استفاده کند.

## بازیگران
- آدام سندلر
- کری مولیگان
- پل دینو
- کونال نایر
- ایزابلا روسلینی
- لنا اولین

## تولید
فیلمبرداری در ۱۹ آوریل ۲۰۲۱ در شهر نیویورک آغاز شد و در ۱ ژوئیه ۲۰۲۱ در جمهوری چک به پایان رسید. در جمهوری چک، فیلمبرداری در پراگ و مناطق اطراف منطقه بوهمی مرکزی این کشور انجام شد.

## بازخورد
در وبگاه جمع‌آوری نقد راتن تومیتوز، ٪۵۳ از ۱۱۸ بررسی منتقدان مثبت است و میانگینِ امتیاز آن ۵٫۷/۱۰ است. اجماع این وبگاه چنین می‌نویسد: «مضامین تأثیرگذار فضانورد تا حدی با اجراهای حساس گروه بازیگران مستعد زنده می‌شود، اما نمی‌تواند به‌طور مداوم با جالب‌ترین ایده‌های خود ارتباط برقرار کند.» این فیلم در متاکریتیک که از میانگین وزنی استفاده می‌کند، بر اساس نظر ۳۵ منتقدین امتیاز ۵۵ از ۱۰۰ را کسب کرده که نشان‌گر «نقدهای مختلط یا متوسط» است.